# DAT (Інкотермс)
DAT (Delivered At Terminal (… named terminal of destination) або поставка на терміналі (… назва терміналу) — новий термін, введений в Інкотермс-2010, який означає, що продавець виконав своє зобов'язання по постачанню, коли він надав покупцеві товар, розвантажений з транспортного засобу в узгодженому терміналі зазначеного місця призначення. Продавець несе всі ризики по доставці товару до названого місця.